# Anepesa
Koordinaten: 58° 22′ N, 22° 22′ O
Anepesa ist ein Dorf (estnisch küla) auf der größten estnischen Insel Saaremaa. Es gehört zur Landgemeinde Saaremaa (bis 2017: Landgemeinde Lääne-Saare) im Kreis Saare.
Das Dorf hat neun Einwohner (Stand 1. Januar 2016). Seine Fläche beträgt 3,40 km².